# هورشت فرایتاگ
هورشت فرایتاگ (به آلمانی: Horst Freitag) بازیکن فوتبال و مهاجم اهل آلمان شرقی بود که از سال ۱۹۵۷ میلادی عضو تیم ملی فوتبال آلمان شرقی بوده‌است. وی در ۱ بازی ملی حضور داشته و در بازی‌های ملی‌اش گلی به ثمر نرساند. هورشت فرایتاگ آخرین بازی ملی خود را در سال ۱۹۵۷ میلادی انجام داد.